# Западнопополокский язык
Западнопополокский язык (Western Popoloca) — язык коренного народа, распространённый в штате Пуэбла в Мексике. Существует два принципиальных варианта, иногда считающихся как отдельные языки:
- Сан-фелипе-отлальтепекский диалект (Popoloca de San Felipe Otlaltepec, Popoloca del Poniente, San Felipe Otlaltepec Popoloca, Western Popoloca) распространён в городах Сан-Фелипе-Отлальтепек, Санта-Мария-Нативитас, Уэхонапан штата Пуэбла. Письмо на латинской основе.
- Санта-инес-ауатемпанский диалект (Popoloca de Santa Inés Ahuatempan, Popoloca del Poniente, Santa Inés Ahuatempan Popoloca) распространён в штате Пуэбла, западнее муниципалитетов (городов) Койотепек, Санта-Инес-Ауатемпан, Теуакан, Тодос-Сантос-Альмолонга. Письмо на латинской основе.